# Stazione di Berlino-Marzahn
La stazione di Berlino-Marzahn (in tedesco Berlin-Marzahn) è una stazione ferroviaria di Berlino, sita nell’omonimo quartiere.

## Movimento
La stazione è servita dalla linea S 7 della S-Bahn.

## Interscambi
- Fermata tram (S Marzahn, linee M 6 e 16) [2]
- Fermata autobus